# E47 (trasa europejska)
E47 – trasa europejska pośrednia północ-południe biegnąca przez zachodnio-południową Szwecję, Danię i Niemcy. Długość trasy wynosi 201 km.

## Przebieg E47
- Szwecja: Helsingborg
- Dania: Helsingør - Kopenhaga - Brøndby - Køge - Vordingborg - Rødby
- Niemcy: Puttgarden - Gremersdorf - Lubeka

## Galeria

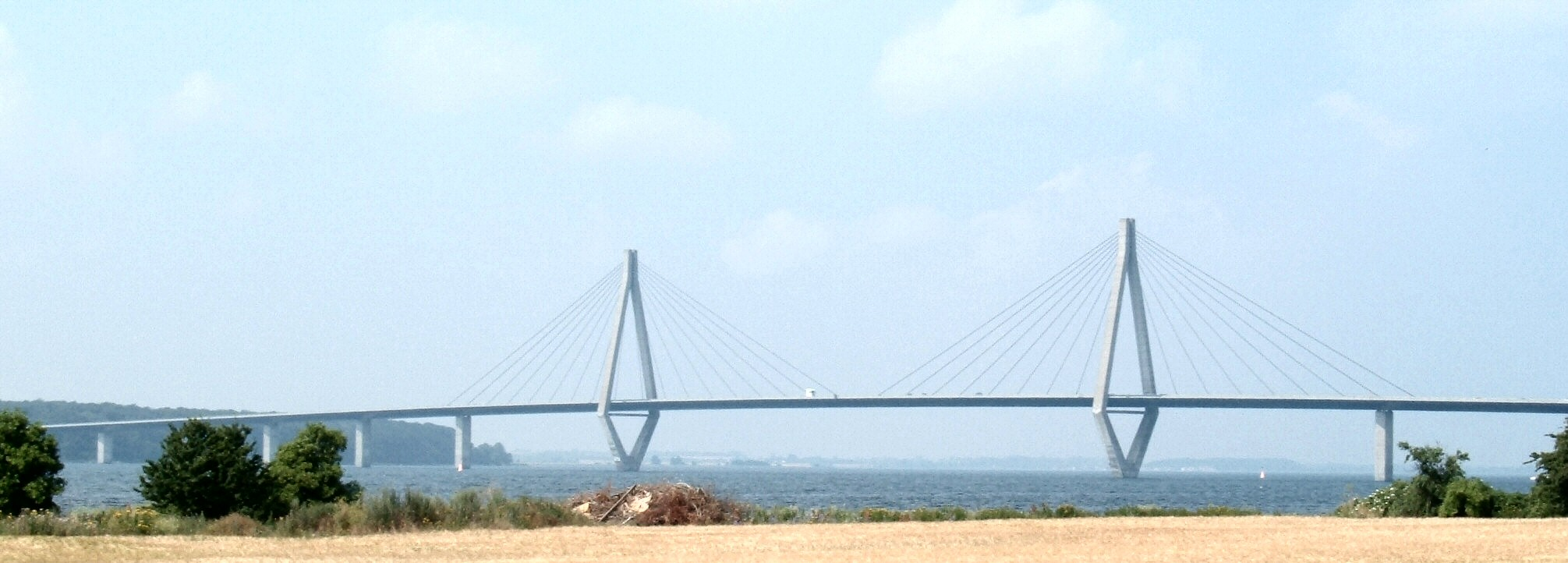
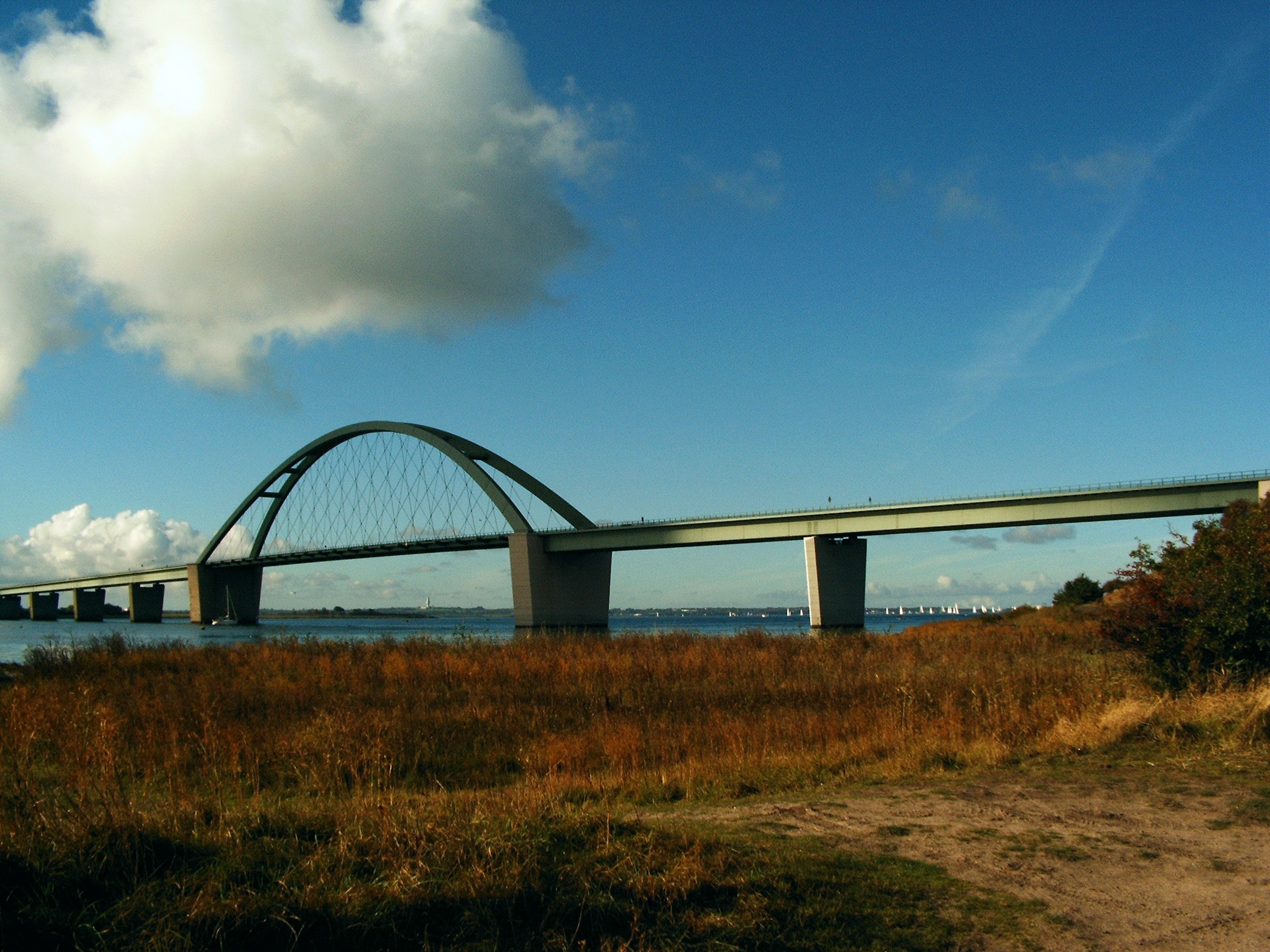
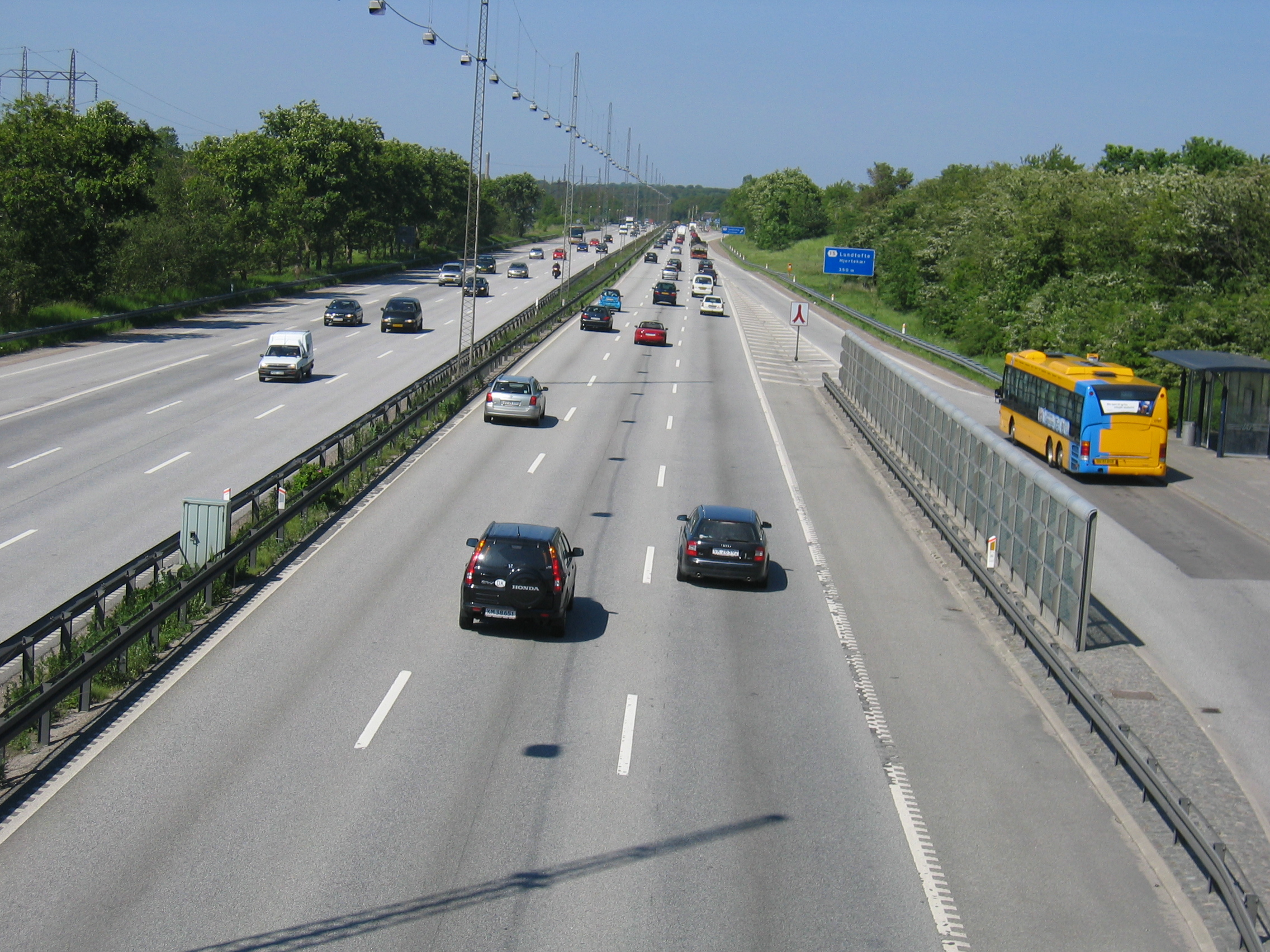